# Mont-Vully
Mont-Vully – gmina (fr. commune; niem. Gemeinde) w Szwajcarii, w kantonie Fryburg, w okręgu Lac. Leży nad jeziorem Murtensee. Na terenie gminy znajduje się góra Mont Vully (653 m n.p.m.). Powstała 1 stycznia 2016 z połączenia gmin Bas-Vully i Haut-Vully.

## Demografia
W Mont-Vully mieszkają 4433 osoby. W 2020 roku 17,7% populacji gminy stanowiły osoby urodzone poza Szwajcarią.

## Transport
Przez teren gminy przebiega droga główna nr 182. 
Znajduje się tutaj również lotnisko Bellechasse (ICAO: LSTB).